# Kardalus János
Kardalus János (Bögöz, 1935. szeptember 20. – Csíkszereda, 2006. április 9.) pedagógus, etnográfus. 1999-ben doktorált néprajzból.

## Életútja
Tanítóképzőfóiskolát Székelykeresztúron végzett (1954), a Babeș–Bolyai Tudományegyetemen román nyelv és irodalom szakos tanári oklevelet szerzett (1965). 1954-től Csehétfalván, Oroszhegyen, Székelypálfalván, majd Homoródalmáson tanított, 1976-tól a Hargita megyei Népi Alkotások Házát és Művészeti Tömegmozgalom Irányító Központját igazgatta. 1991-től Hargita megye egyik tanfelügyelője volt.

## Munkássága
Első írását a Vörös Zászló napilap közölte (1960). Módszertani cikkei a Tanügyi Újságban, néprajzi írásai és közművelődési tanulmányai a Művelődés, A Hét, Falvak Dolgozó Népe, Hargita, Előre, Informația Harghitei hasábjain jelentek meg.
Gazdagon illusztrált írásaiban a falusi népi foglalkozásokat: bútorfestést és faragást, posztóványolást, székelykapuk faragását, kerítések állítását örökítette meg. A Népismereti Dolgozatok című gyűjtemény 1980-ban közölte A homoródalmási mészégetés című tanulmányát. Gondozásában jelent meg a Népviselet (Csíkszereda, 1979) és A korondi kerámia (Tófalvi Zoltánnal, Csíkszereda, 1980) című kötet.
1991-ben elindította és szerkesztette a székelyudvarhelyi Fórum című tanügyi újságot, mely a tanfelügyelők és a pedagógusok közti szakmai kapcsolatot hivatott ápolni. Néprajzi kutatásaival, előadásaival, néprajzkutató társai könyveinek bemutatójával, a Kriza János Néprajzi Társaság körében kifejtett tevékenységével sokat tett a népművészetek megismertetéséért és a hagyományok megbecsüléséért.

## Főbb művei
- Kapuk és kerítések Hargita megyében / Porți și garduri în judeţul; Harghita (Salló Istvánnal közösen készült album, Csíkszereda, 1977)
- Hargita megyei népviselet / Portul popular din judeţul Harghita; szöveg Elena Secosan, Kósa Szánthó Vilma, Kardalus János, románra ford. Stelian Busuioc, Kósa Szánthó Vilma, Kardalus János; Hargita megye Szocialista Művelődési és Nevelési Bizottsága, Csíkszereda, 1979
- Ceramica din Corund / A korondi kerámia; szerk. János Kardalus; Comitetul Judeţean de Cultură şi Educaţie Socialistă Harghita–Centrul Judeţean de Îndrumare a Creaţiei Populare şi a Micării Artistice de Masă, Miercurea-Ciuc, 1981
- A festett bútor / Mobilierul pictat; románra ford. Busuioc Stelian;  Comitetul Judeţean de Cultură şi Educaţie Socialistă Harghita–Centrul Judeţean de Îndrumare a Creaţiei Populare şi a Micării Artistice de Masă, Miercurea-Ciuc, 1982
- Székely festett bútorok (1995)
- Utcatér-díszítés a Homoródok mentén. Motívumok, jelek, jelképek; Pro-Print, Csíkszereda, 2001
- Bögöz falu monográfiája. I. köt. Szerk. Kardalus János. Szerző: Kardalus János, dr. Vofkori László, Ferenczi Géza, Jékely Zsombor, Vetési Sándor, Tamás Géza, Péter Albert, Bencze Domokos, Kiss Ferenc, Csomor József. (2002)[3]